# Paolo Liverani
Paolo Liverani ( 1923 - 2005 ) fue un naturalista y botánico italiano.

## Algunas publicaciones

### Libros
- 1991. Orchidee: specie spontanee. Ed. EdiSar. 149 pp. ISBN 8886004095
- 1998. I migliori funghi commestibili. L'ambiente in tasca. Zonza Editori. 96 pp. ISBN	8884700019
- 2002. Frutti spontanei. Zonza Editori. 192 pp. ISBN 8884700418

- La abreviatura «Liverani» se emplea para indicar a Paolo Liverani como autoridad en la descripción y clasificación científica de los vegetales.[1]